# Pilot (Twin Peaks)
Pilot is de eerste aflevering van het eerste seizoen van de televisieserie Twin Peaks. Die aflevering werd in de Verenigde Staten uitgezonden op 8 april 1990.

## Plot
Het dode lichaam van studente Laura Palmer wordt verpakt in plastic aangetroffen. FBI-agent Dale Cooper komt aan in het bergstadje Twin Peaks om de zaak te onderzoeken, samen met de plaatselijke sheriff Harry S. Truman. Cooper vermoedt dat er een verband is tussen deze moord en de dood van een meisje genaamd Teresa Banks, een jaar eerder. Hij vindt een papiertje met een 'R' erop onder een van Palmers vingernagels. Onder een vingernagel van Banks zat destijds een 'T'.

## Twee versies
De pilot verscheen oorspronkelijk in twee versies, omgedoopt tot de Amerikaanse en de internationale versie. De Amerikaanse versie werd uiteindelijk in de serie opgenomen.
De internationale versie werd gemaakt zodat Warner Home Video de pilot als losse film kon verkopen als de serie niet zou aanslaan. Deze versie bevat 20 minuten extra beeldmateriaal en wijkt af van de Amerikaanse pilot doordat onder meer de moordenaar van Laura onthuld wordt, wat in de serie in aflevering zestien gebeurt. Toen de pilot resulteerde in het maken van de serie, werd het grootste deel van het extra beeldmateriaal in stukken opgenomen in verschillende afleveringen, zoals de gebeurtenissen in de Red Room. Deze werden uiteindelijk deel van aflevering twee, Traces to Nowhere.